# حدود پروردگار
حدود پروردگار (به انگلیسی: Edges of the Lord) فیلمی محصول سال ۲۰۰۱ و به کارگردانی یورک بوگایویچ است. در این فیلم بازیگرانی همچون هالی جوئل آزمنت، ویلم دفو، ریچارد بانل، لیام هس، اولاف لوباشنکو، ماوگوژاتا فورمنیاک، آندژی گرابوفسکی، الگا فریچ، امیلیان کامینسکی و کشیشتف پیه‌چینسکی ایفای نقش کرده‌اند.